# Os de Balaguer
Os de Balaguer este o localitate în Spania în comunitatea Catalonia în provincia Lleida. În 2006 avea o populație de 924 locuitori.
1. ↑  Nomenclátor Geográfico de Municipios y Entidades de Población (20240402 edition)
2. ↑   https://www.diputaciolleida.cat/la-diputacio-2/ple-i-organs-de-govern/ple/els-grups-politics/esquerra-republicana-de-catalunya/estefania-rufach-fontova/ Lipsește sau este vid: |title= (ajutor)
3. 1 2   http://www.idescat.cat/pub/?id=aec&n=925&t=2016 Lipsește sau este vid: |title= (ajutor)